# Polski Top Wszech Czasów
Polski Top Wszech Czasów – audycja muzyczna emitowana w latach 2008–2020 na antenie Programu Trzeciego Polskiego Radia, a od 3 maja 2021 roku w Radiu 357.
Lista 100 utworów polskiej muzyki rozrywkowej układana była przez słuchaczy na podstawie głosowania internetowego. Audycja prowadzona była przez kilka dni w okolicach świąt 1 i 3 maja przez czterech prowadzących  (Marek Niedźwiecki, Piotr Baron, Piotr Metz i Piotr Stelmach) dobierali też utwory, na które można głosować.
Pierwsza emisja Polskiego Topu nastąpiła 2 i 3 maja 2008 roku od 16:00 do 19:00. Wyemitowano wszystkie utwory z Top 100 w całości. Głosować można było na 20 utworów spośród 373 utworów.
W 2009 i 2010 audycja emitowana była w odcinkach 1, 2 i 3 maja i wyemitowano 100 utworów – w 2009 między 15:00 a 19:00; w 2010 między 19:00 a 23:00 – a w 2011 roku audycja była emitowana 3 maja od 20:00 do 24:00 i wyemitowano 40 utworów. W 2012 i 2013 roku audycja emitowana była w odcinkach 1, 2 i 3 maja między 16:00 a 19:00 i wyemitowano 90 utworów (niektóre z nich przycinano) – miejsca od 100 do 91 podano w internecie i przeczytano na antenie radiowej. Między 2009 a 2012 rokiem głosować można było na 33 utwory spośród 819 utworów.
W 2013 roku po raz pierwszy w historii Polskiego Topu Wszech Czasów dodano nowe utwory do zestawu do głosowania. Głosować można było na 33 utwory spośród 869 utworów. W 2014 roku audycja trwała dziewięć godzin (od 10:00 do 19:00) i została wyemitowana 2 maja. Zagrano 75 utworów w całości. W radiu podano tylko miejsca od 100 do 91, a miejsca od 90 do 76 były dostępne tylko w internecie. Głosować można było na 33 utwory spośród 869 utworów.
W 2015 roku audycja trwała dziewięć godzin (od 10:00 do 19:00) i została wyemitowana 1 maja. Zagrano 85 utworów w całości. Zagrano dodatkowo utwór spoza Top 100 i miejsce 96. Miejsca od 100 do 86 były dostępne w internecie, a także podano je na antenie. Głosować można było na 33 utwory spośród 995 utworów. W 2016 roku audycja została wyemitowana 3 maja i trwała 11 godzin (od 9:00 do 20:00). Wyemitowano wszystkie utwory z Top 100 w całości. Dodatkowo w każdej godzinie wyemitowano jeden utwór spoza Top 100. Głosować można było na 33 utwory spośród 871 utworów.
Od 2017 roku top jest emitowany prawie wyłącznie 2 maja. W 2017 roku audycja została wyemitowana 2 maja i trwała 12 godzin (od 9:00 do 21:00). Wyemitowano wszystkie utwory z Top 100 w całości oraz miejsca 371, 119 i od 113 do 101. Głosować można było na 33 utwory spośród 869 utworów. W 2018 roku audycja została wyemitowana 2 maja i trwała 12 godzin (od 9:00 do 21:00). Wyemitowano wszystkie utwory z Top 100 w całości, a także miejsca od 114 do 101 oraz miejsce 264. Głosować można było na 50 utworów spośród 843 utworów.
W 2019 roku audycja została wyemitowana 2 maja i trwała 12 godzin (od 9:00 do 21:00). Wyemitowano wszystkie utwory z Top 100 w całości, a także miejsca 105, 117, 159, 161, 180, 192, 214, 234, 266, 276, 385, 448, 503, 766 i 780. Głosować można było na 50 utworów spośród 857 utworów. W 2020 roku audycja została wyemitowana 1 i 2 maja, trwała w sumie 24 godziny (2× po 12 godzin – od 9:00 do 21:00). Wyemitowano wszystkie utwory z Top 100 w całości, a także miejsca od 245 do 101 oraz miejsca 261, 306, 816 i 875. Między 5:00 a 6:00 Mariusz Owczarek poprowadził Rozbiegówkę Polskiego Topu Wszech Czasów – zagrał miejsca od 259 do 246. Głosować można było na 66 utworów spośród 875. 
W 2021 roku audycja została wyemitowana 3 maja i trwała 12 godzin (od 9:00 do 21:00). Wyemitowano wszystkie utwory z Top 100 w całości, a także miejsca od 113 do 101. Głosować można było na kartkach pocztowych. W 2022 roku audycja została wyemitowana 3 maja i trwała 12,5 godziny (od 9:00 do 21:30). Wyemitowano wszystkie utwory z Top 100 w całości, a także miejsca od 126 do 101. Głosować można było na 57 utworów spośród 973.
W 2023 roku audycja została wyemitowana 3 maja, trwała 12 godzin i 20 minut (od 9:00 do 21:20). Wyemitowano wszystkie utwory z Top 100 w całości, a także miejsca od 133 do 101. Głosować można było na 75 utworów spośród 1088.
W 2024 roku audycja została wyemitowana 3 maja, trwała 12 godzin i 20 minut (od 9:00 do 21:20). Wyemitowano wszystkie utwory z Top 100 w całości, a także miejsca od 131 do 101. Głosować można było na 100 utworów spośród 1149.
W 2025 roku audycja została wyemitowana w dniach 1-3 maja, trwała 32 godziny i 34 minuty (1-2 maja od 9:00 do 18:00; 3 maja od 9:00 do 21:34). Wyemitowano wszystkie  utwory z Top 100 w całości, a także miejsca od 357 do 101. Głosować można było na 111 utworów spośród 1192.
Jak dotąd sześć utworów trafiło na szczyt notowania: 6 razy Nie pytaj o Polskę Obywatela G.C., 4 razy Dziwny jest ten świat Czesława Niemena, 3 razy Autobiografia zespołu Perfect, 2 razy Biała Flaga zespołu Republika, a po razie Wieża radości, wieża samotności zespołu Sztywny Pal Azji, Kocham wolność zespołu Chłopcy z Placu Broni.

## Top 10
Archiwum wszystkich notowań PR znajduje się na stronie https://listatrojki.pl/charts/ptwc/
2008
| Miejsce | Wykonawca       | Piosenka                     | Rok  |
| ------- | --------------- | ---------------------------- | ---- |
| 1       | Czesław Niemen  | „Dziwny jest ten świat”      | 1967 |
| 2       | Perfect         | „Autobiografia”              | 1982 |
| 3       | Kult            | „Arahja”                     | 1988 |
| 4       | Republika       | „Biała flaga”                | 1982 |
| 5       | Marek Grechuta  | „Dni, których nie znamy”     | 1971 |
| 6       | Kult            | „Do Ani”                     | 1986 |
| 7       | Kult            | „Polska”                     | 1992 |
| 8       | Myslovitz       | „Długość dźwięku samotności” | 1999 |
| 9       | Obywatel G.C.   | „Nie pytaj o Polskę”         | 1988 |
| 10      | Tadeusz Woźniak | „Zegarmistrz światła”        | 1971 |

Prowadzący notowanie: Piotr Metz, Piotr Baron i Piotr Stelmach.
2009
| Miejsce | Wykonawca      | Piosenka                 | Rok  | Zm. |
| ------- | -------------- | ------------------------ | ---- | --- |
| 1       | Czesław Niemen | „Dziwny jest ten świat”  | 1967 | 0   |
| 2       | Perfect        | „Autobiografia”          | 1982 | 0   |
| 3       | Dżem           | „List do M.”             | 1991 | +9  |
| 4       | Aya RL         | „Skóra”                  | 1984 | +35 |
| 5       | Czesław Niemen | „Sen o Warszawie”        | 1966 | +16 |
| 6       | Marek Grechuta | „Dni, których nie znamy” | 1971 | -1  |
| 7       | Kult           | „Arahja”                 | 1988 | -4  |
| 8       | Obywatel G.C.  | „Nie pytaj o Polskę”     | 1988 | +1  |
| 9       | Republika      | „Biała flaga”            | 1982 | -5  |
| 10      | Dżem           | „Whisky”                 | 1985 | +3  |

Prowadzący notowanie: Piotr Metz, Piotr Baron i Piotr Stelmach.
2010
| Miejsce | Wykonawca      | Piosenka                 | Rok  | Zm. |
| ------- | -------------- | ------------------------ | ---- | --- |
| 1       | Czesław Niemen | „Dziwny jest ten świat”  | 1967 | 0   |
| 2       | Perfect        | „Autobiografia”          | 1982 | 0   |
| 3       | Republika      | „Biała flaga”            | 1982 | +6  |
| 4       | Dżem           | „List do M.”             | 1991 | -1  |
| 5       | Obywatel G.C.  | „Nie pytaj o Polskę”     | 1988 | +3  |
| 6       | Kult           | „Arahja”                 | 1988 | +1  |
| 7       | Marek Grechuta | „Dni, których nie znamy” | 1971 | -1  |
| 8       | Aya RL         | „Skóra”                  | 1984 | -4  |
| 9       | Kult           | „Polska”                 | 1992 | +9  |
| 10      | Kult           | „Do Ani”                 | 1986 | +3  |

Prowadzący notowanie: Piotr Metz, Piotr Baron i Piotr Stelmach.
2011
| Miejsce | Wykonawca        | Piosenka                          | Rok  | Zm. |
| ------- | ---------------- | --------------------------------- | ---- | --- |
| 1       | Republika        | „Biała flaga”                     | 1982 | +2  |
| 2       | Kult             | „Arahja”                          | 1988 | +4  |
| 3       | Czesław Niemen   | „Dziwny jest ten świat”           | 1967 | -2  |
| 4       | Obywatel G.C.    | „Nie pytaj o Polskę”              | 1988 | +1  |
| 5       | Perfect          | „Autobiografia”                   | 1982 | -3  |
| 6       | Dżem             | „List do M.”                      | 1991 | -2  |
| 7       | Sztywny Pal Azji | „Wieża radości, wieża samotności” | 1987 | +10 |
| 8       | Kult             | „Polska”                          | 1992 | +1  |
| 9       | TSA              | „51”                              | 1982 | +4  |
| 10      | Marek Grechuta   | „Dni, których nie znamy”          | 1971 | -3  |

Prowadzący notowanie: Piotr Stelmach, Piotr Baron i Piotr Metz.
2012
| Miejsce | Wykonawca        | Piosenka                          | Rok  | Zm. |
| ------- | ---------------- | --------------------------------- | ---- | --- |
| 1       | Republika        | „Biała flaga”                     | 1982 | 0   |
| 2       | Czesław Niemen   | „Dziwny jest ten świat”           | 1967 | +1  |
| 3       | Dżem             | „List do M.”                      | 1991 | +3  |
| 4       | Sztywny Pal Azji | „Wieża radości, wieża samotności” | 1987 | +3  |
| 5       | Obywatel G.C.    | „Nie pytaj o Polskę”              | 1988 | -1  |
| 6       | Marek Grechuta   | „Dni, których nie znamy”          | 1971 | +4  |
| 7       | TSA              | „51”                              | 1982 | +2  |
| 8       | Kult             | „Arahja”                          | 1988 | -6  |
| 9       | Grzegorz Turnau  | „Bracka”                          | 1995 | +3  |
| 10      | Perfect          | „Autobiografia”                   | 1982 | -5  |

Prowadzący notowanie: Tomasz Żąda, Piotr Baron i Piotr Stelmach.
2013
| Miejsce | Wykonawca        | Piosenka                          | Rok  | Zm. |
| ------- | ---------------- | --------------------------------- | ---- | --- |
| 1       | Czesław Niemen   | „Dziwny jest ten świat”           | 1967 | +1  |
| 2       | Republika        | „Biała flaga”                     | 1982 | -1  |
| 3       | Dżem             | „List do M.”                      | 1991 | 0   |
| 4       | Obywatel G.C.    | „Nie pytaj o Polskę”              | 1988 | +1  |
| 5       | Perfect          | „Autobiografia”                   | 1982 | +5  |
| 6       | Sztywny Pal Azji | „Wieża radości, wieża samotności” | 1987 | -2  |
| 7       | TSA              | „51”                              | 1982 | 0   |
| 8       | Kult             | „Arahja”                          | 1988 | 0   |
| 9       | Marek Grechuta   | „Dni, których nie znamy”          | 1971 | -3  |
| 10      | Turbo            | „Dorosłe dzieci”                  | 1982 | +5  |

Prowadzący notowanie: Piotr Stelmach, Piotr Baron i Piotr Metz.
2014
| Miejsce | Wykonawca        | Piosenka                          | Rok  | Zm. |
| ------- | ---------------- | --------------------------------- | ---- | --- |
| 1       | Sztywny Pal Azji | „Wieża radości, wieża samotności” | 1987 | +5  |
| 2       | Obywatel G.C.    | „Nie pytaj o Polskę”              | 1988 | +2  |
| 3       | Perfect          | „Autobiografia”                   | 1982 | +2  |
| 4       | Republika        | „Biała flaga”                     | 1982 | -2  |
| 5       | TSA              | „51”                              | 1982 | +2  |
| 6       | Dżem             | „List do M.”                      | 1991 | -3  |
| 7       | Czesław Niemen   | „Dziwny jest ten świat”           | 1967 | -6  |
| 8       | Kult             | „Arahja”                          | 1988 | 0   |
| 9       | Marek Grechuta   | „Dni, których nie znamy”          | 1971 | 0   |
| 10      | Turbo            | „Dorosłe dzieci”                  | 1982 | 0   |

Prowadzący notowanie: Piotr Stelmach, Piotr Baron i Piotr Metz.
2015
| Miejsce | Wykonawca        | Piosenka                          | Rok  | Zm. |
| ------- | ---------------- | --------------------------------- | ---- | --- |
| 1       | Perfect          | „Autobiografia”                   | 1982 | +2  |
| 2       | Obywatel G.C.    | „Nie pytaj o Polskę”              | 1988 | 0   |
| 3       | Dżem             | „List do M.”                      | 1991 | +3  |
| 4       | Republika        | „Biała flaga”                     | 1982 | 0   |
| 5       | Czesław Niemen   | „Dziwny jest ten świat”           | 1967 | +2  |
| 6       | Sztywny Pal Azji | „Wieża radości, wieża samotności” | 1987 | -5  |
| 7       | Kult             | „Polska”                          | 1992 | +5  |
| 8       | TSA              | „51”                              | 1982 | -3  |
| 9       | Aya RL           | „Skóra”                           | 1984 | +5  |
| 10      | Kult             | „Arahja”                          | 1988 | -2  |

Prowadzący notowanie: Piotr Stelmach, Piotr Baron i Tomasz Żąda.
2016
| Miejsce | Wykonawca             | Piosenka                          | Rok  | Zm. |
| ------- | --------------------- | --------------------------------- | ---- | --- |
| 1       | Chłopcy z Placu Broni | „Kocham wolność”                  | 1990 | +23 |
| 2       | Obywatel G.C.         | „Nie pytaj o Polskę”              | 1988 | 0   |
| 3       | Czesław Niemen        | „Dziwny jest ten świat”           | 1967 | +2  |
| 4       | Dżem                  | „List do M.”                      | 1991 | -1  |
| 5       | Perfect               | „Autobiografia”                   | 1982 | -4  |
| 6       | Republika             | „Biała flaga”                     | 1982 | -2  |
| 7       | Kult                  | „Polska”                          | 1992 | 0   |
| 8       | Aya RL                | „Skóra”                           | 1984 | +1  |
| 9       | Kult                  | „Arahja”                          | 1988 | +1  |
| 10      | Sztywny Pal Azji      | „Wieża radości, wieża samotności” | 1987 | -4  |

Prowadzący notowanie: Marek Niedźwiecki, Piotr Metz, Piotr Stelmach i Piotr Baron.
Zwycięstwo piosenki „Kocham Wolność” zostało spowodowane akcją przeciwników zmian w stacji z 2015 roku, która nawoływała do głosowania na tę piosenkę.
2017
| Miejsce | Wykonawca             | Piosenka                 | Rok  | Zm. |
| ------- | --------------------- | ------------------------ | ---- | --- |
| 1       | Perfect               | „Autobiografia”          | 1982 | +4  |
| 2       | Czesław Niemen        | „Dziwny jest ten świat”  | 1967 | +1  |
| 3       | Chłopcy z Placu Broni | „Kocham wolność”         | 1990 | -2  |
| 4       | Marek Grechuta        | „Dni, których nie znamy” | 1971 | +9  |
| 5       | Republika             | „Biała flaga”            | 1982 | +1  |
| 6       | Andrzej Zaucha        | „Byłaś serca biciem”     | 1988 | +14 |
| 7       | Obywatel G.C.         | „Nie pytaj o Polskę”     | 1988 | -5  |
| 8       | Budka Suflera         | „Jolka, Jolka pamiętasz” | 1982 | +4  |
| 9       | KSU                   | „Moje Bieszczady”        | 1993 | +33 |
| 10      | Dżem                  | „List do M.”             | 1991 | -6  |

Prowadzący notowanie: Piotr Metz, Piotr Baron, Piotr Stelmach i Marek Niedźwiecki.
2018
| Miejsce | Wykonawca             | Piosenka                          | Rok  | Zm. |
| ------- | --------------------- | --------------------------------- | ---- | --- |
| 1       | Obywatel G.C.         | „Nie pytaj o Polskę”              | 1988 | +6  |
| 2       | Perfect               | „Autobiografia”                   | 1982 | -1  |
| 3       | Sztywny Pal Azji      | „Wieża radości, wieża samotności” | 1987 | +17 |
| 4       | Dżem                  | „List do M.”                      | 1991 | +6  |
| 5       | Czesław Niemen        | „Dziwny jest ten świat”           | 1967 | -3  |
| 6       | Republika             | „Biała flaga”                     | 1982 | -1  |
| 7       | Kult                  | „Polska”                          | 1987 | +20 |
| 8       | Chłopcy z Placu Broni | „Kocham wolność”                  | 1990 | -5  |
| 9       | Kult                  | „Arahja”                          | 1988 | +10 |
| 10      | Budka Suflera         | „Jolka, Jolka pamiętasz”          | 1982 | -2  |

Prowadzący notowanie: Piotr Metz, Piotr Stelmach, Piotr Baron i Marek Niedźwiecki.
2019
| Miejsce | Wykonawca        | Piosenka                          | Rok  | Zm. |
| ------- | ---------------- | --------------------------------- | ---- | --- |
| 1       | Perfect          | „Autobiografia”                   | 1982 | +1  |
| 2       | Obywatel G.C.    | „Nie pytaj o Polskę”              | 1988 | -1  |
| 3       | Maanam           | „Krakowski spleen”                | 1984 | +12 |
| 4       | Kult             | „Polska”                          | 1987 | +3  |
| 5       | Dżem             | „List do M.”                      | 1991 | -1  |
| 6       | Sztywny Pal Azji | „Wieża radości, wieża samotności” | 1987 | -3  |
| 7       | Kult             | „Arahja”                          | 1988 | +2  |
| 8       | Czesław Niemen   | „Dziwny jest ten świat”           | 1967 | -3  |
| 9       | Aya RL           | „Skóra”                           | 1984 | +4  |
| 10      | Republika        | „Biała flaga”                     | 1982 | -4  |

Prowadzący notowanie: Piotr Metz, Marek Niedźwiecki, Piotr Baron i Piotr Stelmach.
2020
| Miejsce | Wykonawca        | Piosenka                          | Rok  | Zm. |
| ------- | ---------------- | --------------------------------- | ---- | --- |
| 1       | Obywatel G.C.    | „Nie pytaj o Polskę”              | 1988 | +1  |
| 2       | Perfect          | „Autobiografia”                   | 1982 | -1  |
| 3       | Maanam           | „Krakowski spleen”                | 1984 | 0   |
| 4       | Kult             | „Polska”                          | 1987 | 0   |
| 5       | Sztywny Pal Azji | „Wieża radości, wieża samotności” | 1987 | +1  |
| 6       | Kult             | „Arahja”                          | 1988 | +1  |
| 7       | Republika        | „Biała flaga”                     | 1982 | +3  |
| 8       | Dżem             | „List do M.”                      | 1991 | -3  |
| 9       | Czesław Niemen   | „Dziwny jest ten świat”           | 1967 | -1  |
| 10      | Myslovitz        | „Długość dźwięku samotności”      | 1999 | +1  |

Prowadzący notowanie: Marek Niedźwiecki, Piotr Baron, Piotr Metz i Piotr Stelmach (×2).
2021
| Miejsce | Wykonawca        | Piosenka                          | Rok  | Zm. |
| ------- | ---------------- | --------------------------------- | ---- | --- |
| 1       | Obywatel G.C.    | „Nie pytaj o Polskę”              | 1988 | 0   |
| 2       | Maanam           | „Krakowski spleen”                | 1984 | +1  |
| 3       | Kult             | „Arahja”                          | 1988 | +3  |
| 4       | Perfect          | „Autobiografia”                   | 1982 | -2  |
| 5       | Czesław Niemen   | „Dziwny jest ten świat”           | 1967 | +4  |
| 6       | Kult             | „Polska”                          | 1988 | -2  |
| 7       | Lao Che          | „Wojenka”                         | 2015 | +11 |
| 8       | Myslovitz        | „Długość dźwięku samotności”      | 1999 | +2  |
| 9       | Dżem             | „List do M”                       | 1991 | -1  |
| 10      | Sztywny Pal Azji | „Wieża radości, wieża samotności” | 1987 | -5  |

Prowadzący notowanie: Marcin Łukawski, Marek Niedźwiecki, Piotr Stelmach.
2022
| Miejsce | Wykonawca             | Piosenka                | Rok  | Zm. |
| ------- | --------------------- | ----------------------- | ---- | --- |
| 1       | Obywatel G.C.         | „Nie pytaj o Polskę”    | 1988 | 0   |
| 2       | Lao Che               | „Wojenka”               | 2015 | +5  |
| 3       | Maanam                | „Krakowski spleen”      | 1984 | -1  |
| 4       | Czesław Niemen        | „Dziwny jest ten świat” | 1967 | +1  |
| 5       | Kult                  | „Arahja”                | 1988 | -2  |
| 6       | Kult                  | „Polska”                | 1988 | 0   |
| 7       | Perfect               | „Autobiografia”         | 1982 | -3  |
| 8       | Chłopcy z Placu Broni | „Kocham wolność”        | 1990 | +7  |
| 9       | Dżem                  | „List do M”             | 1991 | 0   |
| 10      | Andrzej Zaucha        | „Byłaś serca biciem”    | 1988 | +7  |

Prowadzący notowanie: Piotr Stelmach, Marek Niedźwiecki, Katarzyna Borowiecka, Marcin Łukawski
2023
| Miejsce | Wykonawca                    | Piosenka                     | Rok  | Zm. |
| ------- | ---------------------------- | ---------------------------- | ---- | --- |
| 1       | Obywatel G.C.                | „Nie pytaj o Polskę”         | 1988 | 0   |
| 2       | Lao Che                      | „Wojenka”                    | 2015 | 0   |
| 3       | Maanam                       | „Krakowski spleen”           | 1984 | 0   |
| 4       | Kult                         | „Arahja”                     | 1988 | +1  |
| 5       | Czesław Niemen               | „Dziwny jest ten świat”      | 1967 | -1  |
| 6       | Kult                         | „Polska”                     | 1987 | 0   |
| 7       | Perfect                      | „Autobiografia”              | 1982 | 0   |
| 8       | Myslovitz                    | „Długość dźwięku samotności” | 1999 | +3  |
| 9       | Fisz Emade Tworzywo          | „OK Boomer!”                 | 2021 | +8  |
| 10      | Męskie Granie Orkiestra 2021 | „I Ciebie też, bardzo”       | 2021 | +11 |

Prowadzący notowanie: Marcin Łukawski, Katarzyna Borowiecka, Marek Niedźwiecki, Piotr Stelmach i Ola Budka.
2024
| Miejsce | Wykonawca        | Piosenka                       | Rok  | Zm. |
| ------- | ---------------- | ------------------------------ | ---- | --- |
| 1       | Obywatel G.C.    | „Nie pytaj o Polskę”           | 1988 | 0   |
| 2       | Lao Che          | „Wojenka”                      | 2015 | 0   |
| 3       | Maanam           | „Krakowski spleen”             | 1984 | 0   |
| 4       | Kult             | „Arahja”                       | 1988 | 0   |
| 5       | Myslovitz        | „Długość dźwięku samotności”   | 1999 | +3  |
| 6       | Perfect          | „Autobiografia”                | 1982 | +1  |
| 7       | Czesław Niemen   | „Dziwny jest ten świat”        | 1967 | -2  |
| 8       | Kult             | „Polska”                       | 1987 | -2  |
| 9       | Zbigniew Wodecki | „Lubię wracać tam gdzie byłem” | 1983 | +9  |
| 10      | Andrzej Zaucha   | „Byłaś serca biciem”           | 1988 | +1  |

Prowadzący notowanie: Marek Niedźwiecki, Marcin Łukawski, Ola Budka i Piotr Stelmach.
2025
| Miejsce | Wykonawca        | Piosenka                       | Rok  | Zm. |
| ------- | ---------------- | ------------------------------ | ---- | --- |
| 1       | Obywatel G.C.    | „Nie pytaj o Polskę”           | 1988 | 0   |
| 2       | Lao Che          | „Wojenka”                      | 2015 | 0   |
| 3       | Maanam           | „Krakowski spleen”             | 1984 | 0   |
| 4       | Kult             | „Arahja”                       | 1988 | 0   |
| 5       | Myslovitz        | „Długość dźwięku samotności”   | 1999 | 0   |
| 6       | Czesław Niemen   | „Dziwny jest ten świat”        | 1967 | +1  |
| 7       | Perfect          | „Autobiografia”                | 1982 | -1  |
| 8       | Zbigniew Wodecki | „Lubię wracać tam gdzie byłem” | 1983 | +1  |
| 9       | Kult             | „Polska”                       | 1987 | -1  |
| 10      | Andrzej Zaucha   | „Byłaś serca biciem”           | 1988 | 0   |

Prowadzący notowanie: Marcin Cichoński, Darek Król, Mateusz Fusiarz, Bartek Gil, Marta Kula, Antoni Grudniewski, Ola Budka, Marek Niedźwiecki, Marcin Łukawski i Piotr Stelmach.

## Podsumowanie głosowań ze wszystkich lat
| Miejsce | Wykonawca             | Piosenka                          | Zwycięstwa | 2. miejsca | 3. miejsca | Razem |
| ------- | --------------------- | --------------------------------- | ---------- | ---------- | ---------- | ----- |
| 1.      | Obywatel G.C.         | „Nie pytaj o Polskę”              | 6          | 4          | 0          | 10    |
| 2.      | Czesław Niemen        | „Dziwny jest ten świat”           | 4          | 2          | 2          | 8     |
| 3.      | Perfect               | „Autobiografia”                   | 3          | 5          | 1          | 9     |
| 4.      | Republika             | „Biała flaga”                     | 2          | 1          | 1          | 4     |
| 5.      | Chłopcy z Placu Broni | „Kocham wolność”                  | 1          | 0          | 1          | 2     |
|         | Sztywny Pal Azji      | „Wieża radości, wieża samotności” | 1          | 0          | 1          | 2     |
| 7.      | Maanam                | „Krakowski spleen”                | 0          | 1          | 5          | 6     |
| 8.      | Kult                  | „Arahja”                          | 0          | 1          | 2          | 3     |
| 9.      | Lao Che               | „Wojenka”                         | 0          | 3          | 0          | 3     |
| 10.     | Dżem                  | „List do M.”                      | 0          | 0          | 4          | 4     |

## Albumy kompilacyjne Polskiego Topu Wszech Czasów
Seria płyt Wydawnictwa Bauer z 2009 roku
W 2009 roku ukazała się seria 9 płyt Wydawnictwa Bauer. Znaleźli się na nich artyści, których piosenki znajdowały się w zestawieniu Polskiego Topu Wszech Czasów. Do nośników CD dołączono książki, w których znalazły się m.in. zdjęcia artystów i teksty wszystkich utworów. Książki powstały w ścisłej współpracy z Piotrem Metzem, Piotrem Baronem, Piotrem Stelmachem i Tomaszem Żądą. Kolejne części kolekcji ukazywały się co tydzień, od dnia 7 kwietnia 2009 do 2 czerwca tego samego roku.
Kompilacja Polskiego Radia z 2010 roku

## Mural
Podczas audycji finałowej 3 maja 2024 ogłoszono zbiórkę, której celem będzie pokrycie kosztów namalowania muralu Polskiego Topu Wszech Czasów. Mural ma przedstawiać artystów wykonujących piosenki, które w 2024 roku znalazły się na pierwszych dziesięciu miejscach Polskiego Topu.